# Vaivadiškiai (rejon wiłkomierski)
Vaivadiškiai (hist., pol. Wojewodziszki) – wieś na Litwie położona w rejonie wiłkomierskim okręgu wileńskiego, 25 km na północny zachód od Wiłkomierza.

## Historia
W 1787 roku dziedzicem Wojewodziszek byli Michał Koszelewski i jego żona Brygida. Prawdopodobnie, według Aftanazego, po śmierci Brygidy w 1814 roku, ich dzieci Jan i Petronela Podsońska podzielili się majątkiem. W drugiej połowie XIX wieku właścicielami majątku była rodzina Montwiłłów litewskiego herbu Trzy Kolumny. W 1858 roku był nim Andrzej Montwiłł, po nim – jego syn Wincenty Maciej (1800–1870) i jego żona Aleksandra z domu Dowgiałło (1812–1890) herbu Zadora, a po nich – ich syn Wincenty Montwiłł (1846–1903) wraz z żoną Marią Downarowicz (1858–1880) herbu Przyjaciel. Ich córka Stefania (1876–1950) po wyjściu za Józefa Konstantego hr. O'Rourke (1869–1917) wniosła Wojewodziszki mężowi w posagu. Ich trójka dzieci: Helena (1898–?) późniejsza Brochocka, Maria (1902–?) późniejsza Kosko i Wincenty (1908–1979) byli ostatnimi właścicielami Wojewodziszek przed zajęciem ich przez ZSRR.
W 1858 roku majątek Montwiłłów liczył 1409 dziesięcin ziemi. Mieszkało tu wtedy 85 osób. W 2001 roku we wsi mieszkało 105 osób, a w 2011 – 76.
Wincenty Montwiłł był zapalonym ogrodnikiem. Założył tu duży sad. Był uznanym pomologiem, prezesem Wileńskiego Towarzystwa Ogrodniczego oraz, w 1898 roku założycielem Cesarskiego Towarzystwa Ogrodniczego.
Obecnie wieś specjalizuje się w produkcji mleka, w największym gospodarstwie będącym własnością Sigitasa Razvadauskasa hodowanych jest ponad 200 krów. Wieś zabudowana jest budynkami wzniesionymi w czasach sowieckich, gdy działał tu kołchoz.

### Przynależność administracyjna
Po III rozbiorze Polski w 1795 roku Wojewodziszki, wcześniej wchodzące w skład województwa trockiego Rzeczypospolitej, znalazły się na terenie powiatu wiłkomierskiego guberni kowieńskiej Imperium Rosyjskiego. W drugiej połowie XIX wieku należały do parafii Szaty i gminy Ołoty. 
Od 1920 roku Wojewodziszki należą do Litwy, która w okresie 1940–1990, jako Litewska Socjalistyczna Republika Radziecka, wchodziła w skład ZSRR. Nazwa miejscowości została zmieniona na Vaivadiškiai.

## Były dwór
Około 1815 roku wzniesiono tu drewniany, prawdopodobnie modrzewiowy, dziewięcioosiowy dwór, stojący na wysokiej podmurówce z głazów polnych. Był przykryty wysokim, gontowym czterospadowym dachem. Centralna trzyosiowa część od strony podjazdu nadbudowana była w formie mansardy. Wejście stanowiło portyk składający się z dolnego tarasu, na którym stały cztery filary podpierające otoczony balustradą balkon facjaty.
Dom był otoczony przez stary ogród z drzewami liściastymi, niewielkimi gazonami i klombami.
W okresie po II wojnie światowej dwór był zajęty przez NKWD. Obecnie dom jest w ruinie.
Majątek Wojewodziszki został opisany w 3. tomie Dziejów rezydencji na dawnych kresach Rzeczypospolitej Romana Aftanazego.